# Broadway (Worcestershire)
Broadway (2300 ab. ca.) è un villaggio delle Midlands (Inghilterra centrale), situato nell'area delle Cotswolds ed appartenente alla contea del Worcestershire.
Definito "il gioiello delle Cotswolds", il villaggio è stato - per la sua architettura - fonte di ispirazione per scrittori e compositori.

## Etimologia
Il villaggio deve il proprio nome all'ampia (broad) strada (way) centrale.

## Geografia fisica

### Collocazione
Broadway si trova a nord delle Cotswolds Settentrionali (Northern Cotswolds), tra le località di Chipping Campden e Snowshill (rispettivamente a sud-ovest della prima e a nord-est della seconda), a circa 25 km a nord-est di Cheltenham e a circa 65 km a nord-ovest di Oxford.
Il centro abitato si trova ai piedi di una collina, la Broadway Hill.

## Società

### Evoluzione demografica
Al censimento del 2001, Broadway contava una popolazione pari a 2 328 abitanti.

## Architettura
L'architettura di Cotswolds si caratterizza per la presenza di edifici costruiti in varie epoche e in vari stili, Tudor, Stuart e georgiano.
Vi si trovano case a graticcio, case in pietra, case col tetto di paglia, ecc.

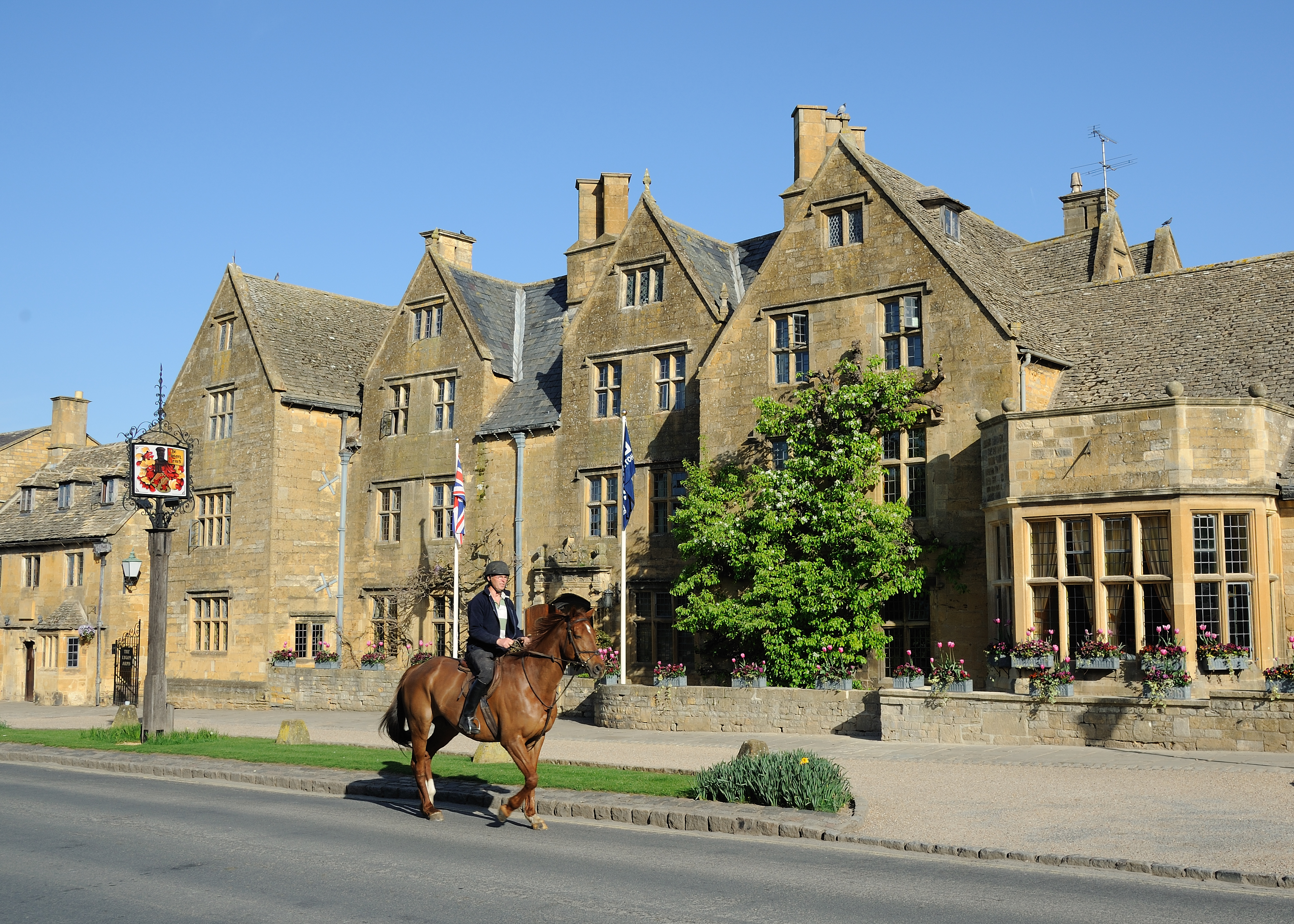
Edifici storici di Broadway
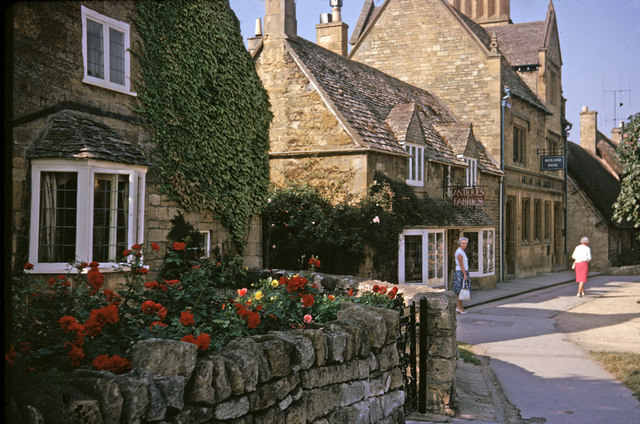
Altri edifici storici di Broadway

### Edifici e luoghi d'interesse

#### Broadway Tower
L'edificio più famoso di Broadway è la Broadway Tower, posta sulla Broadway Hill e fatta costruire nel 1778 dal sesto conte di Coventry.

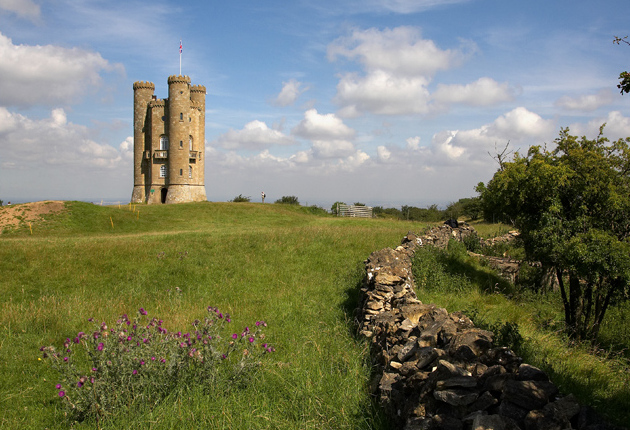
La Broadway Hill con la Broadway Tower
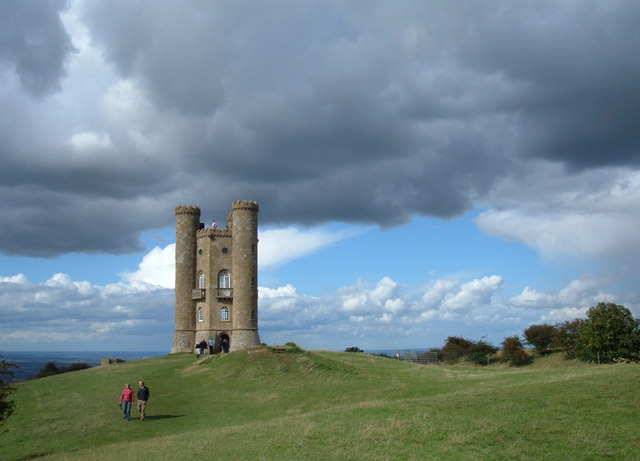
Altra immagine della Broadway Hill e della Broadway Tower